# ساندوکان
ساندوکان (به انگلیسی: Sandokan) یک دزد دریایی خیالی در سده نوزدهم میلادی است که به‌دست نویسنده ایتالیایی امیلیو سالگاری آفریده شده‌است. ماجراهای او نخستین بار در سال ۱۸۸۳ چاپ شد. ساندوکان قهرمان ۱۱ رمان ماجراجویی است. او در سراسر دریای جنوبی چین به عنوان «ببر مالزی» شناخته می‌شود.

## ویژگی‌ها
شخصیت ساندوکان از کاپیتان نیروی دریایی اسپانیا، کارلوس کوارترونی فرناندز، الهام گرفته‌است. او توسط سالگاری به عنوان یک دزد دریایی شجاع به تصویر کشیده شده‌است. او را قد بلند، بسیار عضلانی، لاغر و جذاب، با چشمانی سیاه، ریشی بلند، قیافه‌ای خشن و عمامه‌ای بزرگ بر سر توصیف می‌کنند. برخلاف سربازانش که اغلب نیمه برهنه توصیف می‌شوند، ساندوکان همیشه لباس‌های شرقی خوب، عموماً ابریشم قرمز با طلای گلدوزی شده و چکمه‌های بلند و قرمز چرمی می‌پوشد.
ساندوکان مبارزی مهیب، شجاع و بی رحم با دشمنانش، اما مهربان، سخاوتمند و وفادار به دوستانش بود.